# I'm Waiting for the Day
I'm Waiting for the Day è un brano musicale del gruppo surf rock statunitense The Beach Boys, pubblicato sull'album Pet Sounds nel 1966.

## Il brano
La canzone venne scritta da Brian Wilson (musica) e Mike Love (testo) con Brian che si occupò anche della produzione. Alcune parti del testo risalivano alla fine del 1964, scritte durante le sessioni di registrazione per l'album Today! del 1965.
La traccia vocale solista è cantata da Brian Wilson. Il cofanetto The Pet Sounds Sessions del 1997 include anche una versione alternativa della traccia con Mike Love alla voce principale. Tuttavia Brian, insoddisfatto della performance, decise di cantarla lui stesso. L'utilizzo da parte di Brian degli inserti strumentali nella canzone servì principalmente ad eliminare la pressione da parte della casa discografica di registrare i brani alla prima take; infatti, la crescente complessità degli arrangiamenti ideati da Brian, resero praticamente impossibile questa metodologia votata al risparmio e all'ottimizzazione dei tempi. Dividendo la traccia in differenti segmenti, Brian aveva così la possibilità di eseguire modifiche e piccoli aggiustamenti nei punti desiderati.
La composizione è un pezzo molto sperimentale nel suo essere un'insolita combinazione tra una ballata orchestrale e un brano rock. Brian indicò che I'm Waiting for the Day era la traccia che gli piaceva di meno su Pet Sounds a causa della sua esibizione canora nel pezzo, da lui ritenuta non soddisfacente.

## Cover
Il brano è stato reinterpretato sull'album tributo a Pet Sounds e SMiLE intitolato Smiling Pets e pubblicato nel 1998. Un'altra versione venne eseguita dai Reigning Sound, con un titolo leggermente modificato (Waiting for the Day), sul loro album del 2001 intitolato Break Up, Break Down.

## Musicisti
- Brian Wilson - voce solista e armonie vocali
- Gary Coleman - timpani, bonghi
- Al de Lory - pianoforte
- Justin DiTullio - violoncello
- Bill Green - flauto
- Jim Gordon - batteria
- Leonard Hartman - corno francese
- Jim Horn - flauto
- Harry Hyams - viola
- Carol Kaye - basso
- Larry Knechtel - organo Hammond[3]
- William Kurasch - violino
- Leonard Malarsky - violino
- Jay Migliori - flauto
- Ray Pohlman - chitarra elettrica, basso a 6 corde
- Lyle Ritz - ukulele, contrabbasso
- Ralph Schaffer - violino
- Sid Sharp - violino